# 군내 불온도서 소지 금지 사건
군내 불온도서 소지 금지 사건(2008헌마638)은 대한민국의 헌법재판소 판례이다.

## 사실관계
국방부장관은 군인복무규율 제16조의2 등에 근거하여 각 군에 '군내 볼온서적 차단대책 강구 지시'를 하달하고, 이를 받은 육군참모총장은 예하 부대에 '군내 불온서적 차단대책 강구 지시'를 하달하였다. 청구인은 군법무관으로 이 지시가 표현의 자유, 학문의 자유를 침해하고 헌법상 포괄위임금지 및 명확성원칙에 위배된다는 이유로 헌법소원재판을 청구하였다.

## 관련조문
- 군인사법 제47조2(복무규율)
- 군인복무규율 제16조의2

## 주문
청구인들의 심판청구 중 군인복무규율 제16조의2에 대한 부분을 기각하고, 나머지 부분을 모두 각하한다.

## 이유
이 사건 복무규율조항은 공공기관의 정보에 대한 공개청구권과 관계된 것이 아니라 일반적으로 접근할 수 있는 정보원으로부터 자유로운 정보 수집을 제한하고 있는 것이므로, 별도의 입법을 필요로 하지 아니하고 보장되는 자유권적 성격의 알 권리를 제한한다.
이 사건 복무규율조항이 정하는 분야인 정신전력의 영역은 고도의 전문적인 판단을 요하는 민감한 부분이 아닐 수 없으므로 이와 같은 사항에 대하여 사전에 일의적으로 명확하게 규율하는 것은 그다지 쉽지 않다. 불온도서는 국가의 존립, 안전이나 자유민주주의체제를 해하거나, 반국가단체를 이롭게 할 내용으로서, 군인의 정신전력을 심각하게 저해하는 도서를 의미한다.

### 과잉금지원칙 위반 여부
군인은 국가의 존립과 안전을 보장함을 직접적인 존재의 목적으로 하는 군 조직의 구성원이므로, 그 존립 목적을 위하여 불가피한 경우에는 일반인 또는 일반 공무원에 비하여 상대적으로 기본권제한이 가중될 수 있다.

### 법률유보원칙 위반 여부
군인사법 제47조의2가 헌법 제75조의 포괄위임금지원칙에 위반되는 것인지, 그 법조항이 포괄위임금지원칙에 위반된다면, 이 사건 목무규율조항이 법률유보원칙을 준수한 것으로 볼 수 있는지가 문제된다. 군인사법 제47조의 2는 국가의 독립과 영토의 보전등에 관한 대통령의 헌법상 책무를 다하도록 하기 위하여 헌법이 대통령에게 부여한 군통수권을 실질적으로 존중한다는 차원에서 군인의 복무에 관한 사항을 규율할 권한을 대통령령에 위임한 것이다.